# كاسبرسكي أنتي فيرس
كاسبرسكي أنتي فيرس (بالروسية:  Антивирус Касперского) هو برنامج مضاد للفيروسات تم تطويره من شركة كاسبرسكي لاب الروسية ويعمل البرنامج على أنظمة مايكروسوفت ويندوز وماكنتوش كما يوجد نسخة أخرى من البرنامج تعمل على الهواتف الذكية.

## خصائصه
- يحتوي برنامج كاسبرسكي أنتي فيرس على العديد من المزايا وهي مراقبة الفيروسات، فيعمل بصورة دائمة لمراقبة الملفات من أجل كشف الفيروسات، كما أنه يكشف برامج أحصنة طروادة وديدان الحاسوب وبرامج التجسس مثل الكي-لوجر (Key-logger).
- يحتوي أيضا على خاصية التحديث التلقائي حتى يستطيع البرنامج أن يتعرف على الفيروسات الجديدة.
- يستطيع كاسبرسكي أنتي فيرس أن يحمي نفسه من الإغلاق غير الشرعي (الذي لا يتم بواسطة المستخدم).
- البرنامج اجتاز جميع اختيارات مجلة فايرس بولتن (Virus Bulletin).
- حصل على جائزة اختيار المحررين في عام 2007 من مجلة بي سي ورلد (PC World).

## القيود
على عكس حزمة كاسبرسكي إنترنت سكيورتي فإن كاسبرسكي أنتي فيرس لا يحتوي على بعض المزايا المهمة مثل الجدار الناري وخاصية الضوابط الأبوية (Parental controls) وكذلك برنامج أنتي سبام.
كما يتسبب كاسبرسكي أنتي فيرس في مشاكل مع بعض برامج التأمين والحماية الأخرى.
يمكن الوصول لقائمة البرامج غير المتوافقة مع كاسبرسكي أنتي فيرس من الرابط أدناه:

## متطلبات النظام
| Component             | ويندوز إكس بي                        | ويندوز فيستا or later              | ماك أو إس إكس سنو ليوبارد or later |
| --------------------- | ------------------------------------ | ---------------------------------- | ---------------------------------- |
| وحدة معالجة مركزية    | إنتل بنتيوم 4 or equivalent; 800 MHz | إنتل بنتيوم 4 or equivalent; 1 GHz | —                                  |
| ذاكرة الوصول العشوائي | 512 MB                               | 1 GB                               | 1 GB                               |
| Free قرص صلب space    | 480 MB                               | 480 MB                             | 350 MB                             |

## وصلات خارجية
- الموقع الرسمي